# Linn LM-1
De Linn LM-1, gefabriceerd door Linn Electronics in 1980, was de eerste programmeerbare drumcomputer die digitale samples van een akoestisch drumstel gebruikte. De LM-1 werd bedacht en ontwikkeld door Roger Linn.

## Geschiedenis
Roger Linn was een semi-professionele gitarist in Californië. In 1978 begon hij de LM-1 als een begeleidend instrument voor zijn thuisstudio te ontwikkelen. Hij wilde een drummachine die meer kon spelen dan vooraf ingestelde sambaritmes en een geluid van een krekel. Linn had in BASIC en assembleertaal programmeren geleerd en begon te werken aan een computerprogramma, dat door de gebruiker geprogrammeerde ritmepatronen op een computer kon afspelen. Volgens Linn kwam Steve Porcaro van de rockband Toto met het idee om hiervoor digitale opnamen te gebruiken. De drumklanken werden ingespeeld door Art Wood, een studiodrummer uit Los Angeles.
Linn gebruikte een digitaal-analoogomzetter-chip, die de ingebouwde gedigitaliseerde geluiden omzet in een analoog audiosignaal. Zijn eerst gebouwde prototype in 1979 zat in een kartonnen doos en Linn reed met dit prototype naar feestjes van zijn mede-muzikanten, zoals Peter Gabriel, leden van Fleetwood Mac en de Stevie Wonder-groep. In totaal werden er ongeveer 525 eenheden gebouwd en verkocht van de LM-1 tot 1983, toen de opvolger, de LinnDrum, op de markt kwam. De eerste 35 exemplaren werden geassembleerd in Linns huis voordat 360 Systems de productie en marketing overnam.

## Klanken en mogelijkheden
De LM-1 bevat twaalf samples, bemonsterd op 8 bit 28 kHz, van diverse drumklanken zoals een bass drum, kleine trom, hihat, conga, en koebel. Er ontbrak een crashbekken.
Enkele bijzonderheden van de LM-1 was de mogelijkheid ritmes te programmeren, de eerste drumcomputer met digitale samples, en een swing-optie.

## Gebruik
De Linn LM-1 werd gebruikt in de jaren 1980 door artiesten als ABBA, Alphaville, Donna Summer, Prince, Michael Jackson, Madonna, The Human League, Peter Gabriel, Jean-Michel Jarre, Ultravox, Kate Bush en vele anderen.